# Ruili Airlines
Ruili Airlines Co., Ltd. là một hãng hàng không giá rẻ của Trung Quốc có trụ sở tại sân bay quốc tế Trường Thủy Côn Minh. Hãng cung cấp cả dịch vụ trong nước và quốc tế cho các điểm đến ở Trung Quốc và Đông Nam Á (Chiang Mai, Chiang Rai và Sihanoukville), bằng máy bay Boeing 737.

## Lịch sử
Hãng hàng không được thành lập vào năm 2014 và thuộc sở hữu hoàn toàn của Tập đoàn Cảnh Thành Vân Nam. Hãng đã nhận được chứng chỉ khai thác tàu bay vào ngày 22 tháng 1 năm 2014.

## Điểm đến
Kể từ tháng 3 năm 2018, hãng hàng không phục vụ 34 điểm đến tại Trung Quốc và Đông Nam Á. Tuyến bay đầu tiên của hãng, giữa Côn Minh và Mang, đã được ra mắt vào ngày 18 tháng 5 năm 2014.